# V392 Андромеды
V392 Андромеды (лат. V392 Andromedae) — двойная затменная переменная звезда типа Алголя (EA) в созвездии Андромеды на расстоянии (вычисленном из значения параллакса) приблизительно 3295 световых лет (около 1010 парсеков) от Солнца. Видимая звёздная величина звезды — от +9,41m до +9,07m. Орбитальный период — около 4,0463 суток.

## Характеристики
Первый компонент (TYC 3243-348-1) — белая звезда спектрального класса A2. Видимая звёздная величина звезды — +9,327m. Масса — около 2,059 солнечных, радиус — около 3,658 солнечных.
Второй компонент (TYC 3243-348-2). Видимая звёздная величина звезды — +11,51m.

## Планетная система
В 2019 году учёными, анализирующими данные проектов HIPPARCOS и Gaia, у звезды обнаружена планета.